# WebDAV
基于Web的分布式编写和版本控制（英語：Web-based Distributed Authoring and Versioning，缩写：WebDAV）是超文本传输协议（HTTP）的扩展，有利于用户间协同编辑和管理存储在万维网服务器文档。WebDAV由互联网工程任务组的工作组在RFC 4918中定义。
WebDAV协议为用户在服务器上创建、更改和移动文档提供了一个框架。WebDAV协议最重要的功能包括作者或修改日期等属性的维护、命名空间管理、集合和覆盖保护。为属性维护所提供的功能包括创建、删除和查询文件信息等；命名空间管理处理在服务器名称空间内复制和移动网页的能力；集合（Collections）处理各种资源的创建、删除和列举；覆盖保护处理与锁定文件相关的问题。WebDAV协议利用TLS、HTTP摘要认证、XML等技术来满足这些需求。
许多现代操作系统为WebDAV提供了内置的客户端支持。

## 历史
WebDAV创始于1996年，当时加州大學爾灣分校博士毕业生Jim Whitehead与W3C共同主办了两场会议，与感兴趣的人讨论万维网上的分布式创作问题。
蒂姆·伯纳斯-李对网络的最初看法是涉及阅读和写作的媒介。事实上，Berners Lee的第一个Web浏览器（WorldWideWeb），可以查看和编辑網頁；但是，随着网络的成长，对大多数用户来说成为了只读媒介。怀特黑德和其他志同道合的人想超越这个限制。
W3C会议决定成立一个IETF工作组，因为新的工作将导致对HTTP进行扩展，而当时IETF已经开始对HTTP进行标准化。
随着协议的工作开始，很明显，同时处理分布式创作和版本控制将涉及太多的工作，并且任务将不得不分开。WebDAV小组专注于分布式创作，将版本控制留作以后研究。（Delta-V擴充套件後來加入了版本控制功能 – 請參閱下面的擴充與衍生章節。）
在互联网工程指导组（IESG）接受RFC 2518的增量更新之后，WebDAV工作组在2007年3月结束了其工作。当时还没有完成的其他扩展，比如BIND方法，已经由其独立作者独立于正式工作组完成。

## 实现

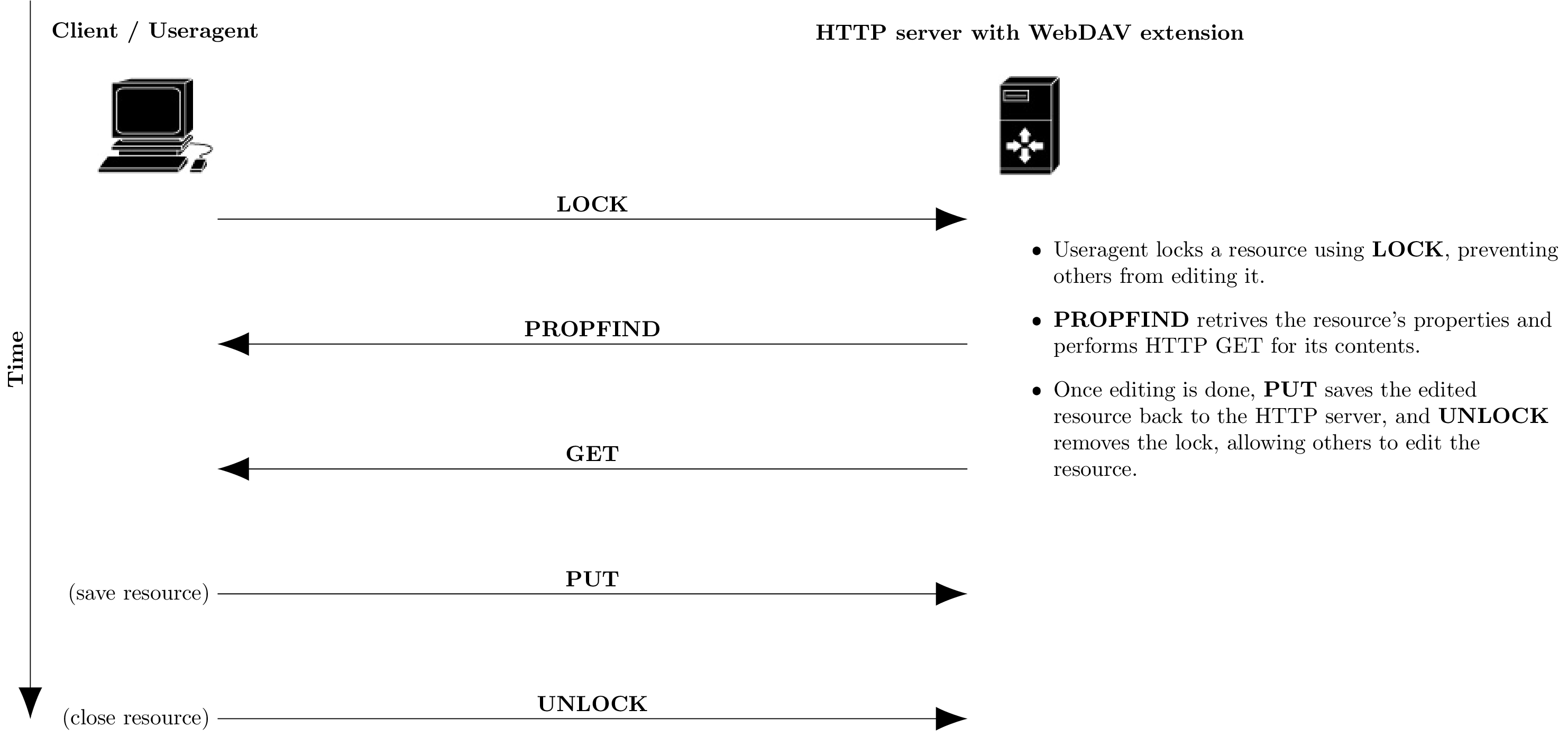
相容HTTP伺服器中的WebDAV協同編輯

WebDAV扩展了request方法所允许的标准HTTP谓词和HTTP头。增加的谓词包括：
COPY
将资源从一个URI复制到另一个URI
LOCK
锁定一个资源。WebDAV支持共享锁和互斥锁。
MKCOL
创建集合（即目录）
MOVE
将资源从一个URI移动到另一个URI
PROPFIND
从Web资源中检索以XML格式存储的属性。它也被重载，以允许一个检索远程系统的集合结构（也叫目录层次结构）。
PROPPATCH
在单个原子性动作中更改和删除资源的多个属性
UNLOCK
解除资源的锁定

### 服务器支持
- Apache HTTP Server提供基于davfs和Apache Subversion (svn)的WebDAV模块。
- 微软的IIS也有WebDAV模块。
- Nginx有非常有限的可选WebDAV模块[4]和第三方模块[5]
- SabreDAV是一个PHP应用程序，可以在Apache或Nginx上使用，代替它们的捆绑模块
- Nextcloud是一个云存储PHP应用程序，它提供了完整的WebDAV支持[6]
- lighttpd有一个可选的WebDAV模块[7]

### 客户端支持
- Git支持写入HTTP远端，尽管需要特殊服务器支持的HTTP的“智能”Git协议已经成为WebDAV的首选协议
- Linux通过GVfs（包括GNOME文件）或通过KIO（包括Konqueror和Dolphin）支持WebDAV
- macOS对CalDAV和CardDAV有原生支持，其设计基于WebDAV
- Microsoft Windows，其Explorer有原生支持
- Microsoft Office

## 擴充與衍生
針對版本控制，Web版本控制與組態管理工作小組下的Delta-V協定增加了資源修訂追蹤功能，並發表於RFC 3253中。
在搜尋和定位方面，WebDAV Search specification接手DAV Searching and Locating（DASL）工作小組的工作，並於2008年11月以RFC 5323發布。
針對行事曆，CalDAV是一種允許透過WebDAV存取行事曆的通訊協定。CalDAV將行事曆事件模擬為iCalendar格式的HTTP資源，並將包含事件的行事曆以WebDAV集合模擬。
對於群組軟體而言，GroupDAV是WebDAV的變體，允許用戶端/伺服器群組軟體系統儲存和取得物件，例如行事曆和通訊錄項目，而非網頁。
針對MS Exchange的互操作性，WebDAV可用於讀取/更新/刪除信箱或公用資料夾中的項目。適用於Exchange的WebDAV已由微軟擴展至可處理訊息資料。Exchange Server 2000、2003和2007版本支援WebDAV。但是Exchange 2010已停止支援WebDAV，改用Exchange Web Services（EWS），這是一種以SOAP/XML為基礎的API。